# SN 2007rq
SN 2007rq – supernowa typu Ia odkryta 7 listopada 2007 roku w galaktyce A005332+0054. W momencie odkrycia miała maksymalną jasność 22,40m.